# Bál az Operában
Bál az Operában (węg. Bal w operze) – trzeci album węgierskiego zespołu KFT, wydany w 1984 roku na MC i LP. W 1994 roku nastąpiło wydanie albumu na CD.

## Lista utworów
1. "Bál az Operában" (4:20)
2. "Maldoror, a rémkirály" (3:34)
3. "Rózsák Valériának" (4:40)
4. "A szomorú szerelmek hercege" (4:55)
5. "Magányos bábfigurák" (2:53)
6. "Afrika" (4:45)
7. "Dzsungelharc" (4:27)
8. "Alkalmatlan vagyok" (3:32)
9. "Színes álarc a lelkemen" (8:27)
10. "Piroska és a Farkas" (1:25)

## Ukryta gra
Tylna okładka albumu wydanego na winylu, zawiera kod źródłowy dla komputerów ZX Spectrum. Po przepisaniu i uruchomieniu kodu włącza się gra labiryntowa "Róża dla Walerii" (tak jak nazwa trzeciej piosenki na albumie), gdzie zadaniem gracza jest dostarczenie wspomnianej Walerii róży. Pomysłodawcą umieszczenia kodu na okładce był András Márton, perkusista zespołu. Gra zawiera sporą ilość błędów, jednak jest możliwa do ukończenia.

## Skład zespołu
- Tibor Bornai – fortepian, wokal
- András Laár – gitara, wokal
- Miklós  Lengyelfi II – gitara basowa, kontrabas, wokal
- András Márton – instrumenty perkusyjne, wokal